# Linchpin Ice Rise
Der Linchpin Ice Rise (englisch für Dreh-und-Angelpunkts-Eiskuppel) war eine Eiskuppel vor der Fallières-Küste des Grahamlands auf der Antarktischen Halbinsel. Sie ragte nordöstlich des Miller Ice Rise nahe der Front des Wordie-Schelfeises auf.
Der United States Geological Survey kartierte die Eiskuppel anhand von Landsataufnahmen aus den Jahren von 1974 bis 1979. Das UK Antarctic Place-Names Committee benannte sie so, weil sie 1979 eine entscheidende Rolle für den Bestand der Front des Wordie-Schelfeises spielte. Durch den Rückgang des Wordie-Schelfeises war die Eiskuppel im Jahr 1998 nicht mehr existent.